# Senso Comune (base di dati)
Senso Comune è una base di conoscenza della lingua italiana a contenuto aperto, ideata dal linguista Tullio de Mauro ispirandosi a iniziative analoghe come FrameNet della Berkeley University, il dizionario multilingue WordNet e il progetto del Massachusetts Institute of Technology OpenMind e promosso dalla Fondazione IBM Italia,. La base dati è gestita e sviluppata dall'associazione senza fini di lucro Senso Comune Archiviato il 24 ottobre 2010 in Internet Archive., istituita nel novembre 2006 da un gruppo interdisciplinare di studiosi con sede a Roma presso il Consiglio Nazionale delle Ricerche di via Nomentana 56 (ISTC: Istituto di Scienze e Tecnologie della Cognizione).

## Il progetto
Questo "lessico computazionale strutturato open source" della lingua italiana viene così definito e descritto sul suo sito:
Le sue principali caratteristiche «consistono nel modo in cui è realizzata l'integrazione fra lessico e ontologia, che rende la risorsa linguistica adatta per applicazioni di trattamento automatico della lingua.
Senso Comune contiene più di 130.000 lemmi con circa 290.000 accezioni e 188.000 relazioni lessicali, la cui qualità è  garantita da un comitato scientifico. I lemmi di uso più comune sono rilasciati secondo la licenza Creative Commons. Il contenuto completo è invece riservato ai soci (l'iscrizione è libera ma vagliata dal comitato direttivo) che possono contribuirvi condividendo le proprie conoscenze linguistiche.

## Organizzazione
- I fondatori, ossia  i sei studiosi che hanno progettato l'iniziativa, redatto il suo "manifesto" e costituito l'associazione Senso Comune: Tullio De Mauro, Aldo Gangemi (CNR, ISTC), Nicola Guarino (CNR, ISTC), Maurizio Lenzerini (Sapienza - Università di Roma, dipartimento di Ingegneria informatica automatica e gestionale), Malvina Nissim (CNR, ISTC) e Guido Vetere (IBM Italia, direttore del Centro Studi Avanzati di Roma).
- Comitato direttivo: Guido Vetere (presidente), Aldo Gangemi, Elisabetta Jezek, Laure Vieu, Fabio Massimo Zanzotto, Alessandro Oltramari (segretario, Università Carnegie Mellon di Pittsburgh).
- Comitato scientifico: Tullio De Mauro (presidente), Nicoletta Calzolari (CNR, ILC: Istituto di linguistica computazionale), Giuseppe De Giacomo (Sapienza - Università di Roma, dipartimento di Ingegneria informatica automatica e gestionale), Rodolfo Delmonte (Università Ca' Foscari Venezia,  Laboratorio di Linguistica Computazionale), Annibale Elia (Università degli Studi di Salerno, dipartimento di Scienze politiche, sociali e della comunicazione), Rema Rossini Favretti (Università di Bologna, dipartimento di Filologia classica e Italianistica), Alessandro Lenci (Università di Pisa, dipartimento di Filologia, Letteratura e Linguistica), Leonardo Lesmo (Università degli Studi di Torino, dipartimento di Informatica), Bernardo Magnini (Fondazione Bruno Kessler, responsabile dell'Unità di ricerca su Tecnologie del linguaggio), Diego Marconi (Università degli Studi di Torino, ordinario di Filosofia del linguaggio), Maria Teresa Pazienza (Università degli Studi di Roma "Tor Vergata", dipartimento di Informatica, sistemi e produzione), Massimo Poesio (Università degli Studi di Trento, Centro interdipartimentale Mente/Cervello), Paola Velardi (Sapienza - Università di Roma, facoltà di Ingegneria dell'informazione, informatica e statistica).
- Segretario generale:  Alessandro Oltramari.